# Jagmeet Singh
Jagmeet Singh Jimmy Dhaliwal (nascido em 2 de janeiro de 1979), popularmente conhecimento como Jagmeet Singh é um político canadense líder do Novo Partido Democrático (NDP).
Ele foi eleito representante do distrito provincial de Bramalea-Gore-Malton para a Assembleia Legislativa de Ontario como membro do Novo Partido Democrático de Ontario na eleição federal de 2011 e atuou como vice-líder do NDP de Ontario entre 2015 e 2017, e líder nacional desde 2017.
Ele foi o primeiro Sikh a vestir o turbante enquanto legislador da província de Ontario, o primeiro a ser eleito líder de um dos maiores partidos do Canadá e o primeiro a ser eleito líder de parlamentares da minoria. Antes de entrar para a política Singh militava como advogado. Com a eleição Singh se tornou o primeiro líder de um partido federal a pertencer a uma minoria étnica, e o segundo líder de partido a pertencer a uma minoria étnica depois de Vivian Barbot do Bloc Québécois.
Nascido em 1979 em Scarborough Toronto, Ontario, filho de Harmeet Kaur e Jagtaran Singh imigrantes do estado de Punjab, Índia. Harmeet e natural de Ghudani Khurd enquanto o pai, Jagtaran, é de Thikriwala. O bisavô de Jagmeet foi Sewa Singh Thikriwala, um revolucionário que lutou contra a ocupação britânica na Índia. Singh cresceu em St. John's, Newfoundland and Labrador e Windsor, Ontario, e foi aluno na Detroit Country Day School em Beverly Hills Michigan concluindo em 1997. Formou-se bachareu em biologia na Universidade de Western Ontario em 2001 e bacharel em Direito pela Osgoode Hall Law School na Universidade Iorque em 2005. Ele é fluente em inglês, francês e punjab. Militou como advogado na Região Metropolitana de Toronto antes de entrar para política no escritório de advocacia Pinkofskys, depois estabeleceu junto a seu irmão Gurratan Singh seu próprio escritório Singh Law.

## Carreira política

### Início na política federal

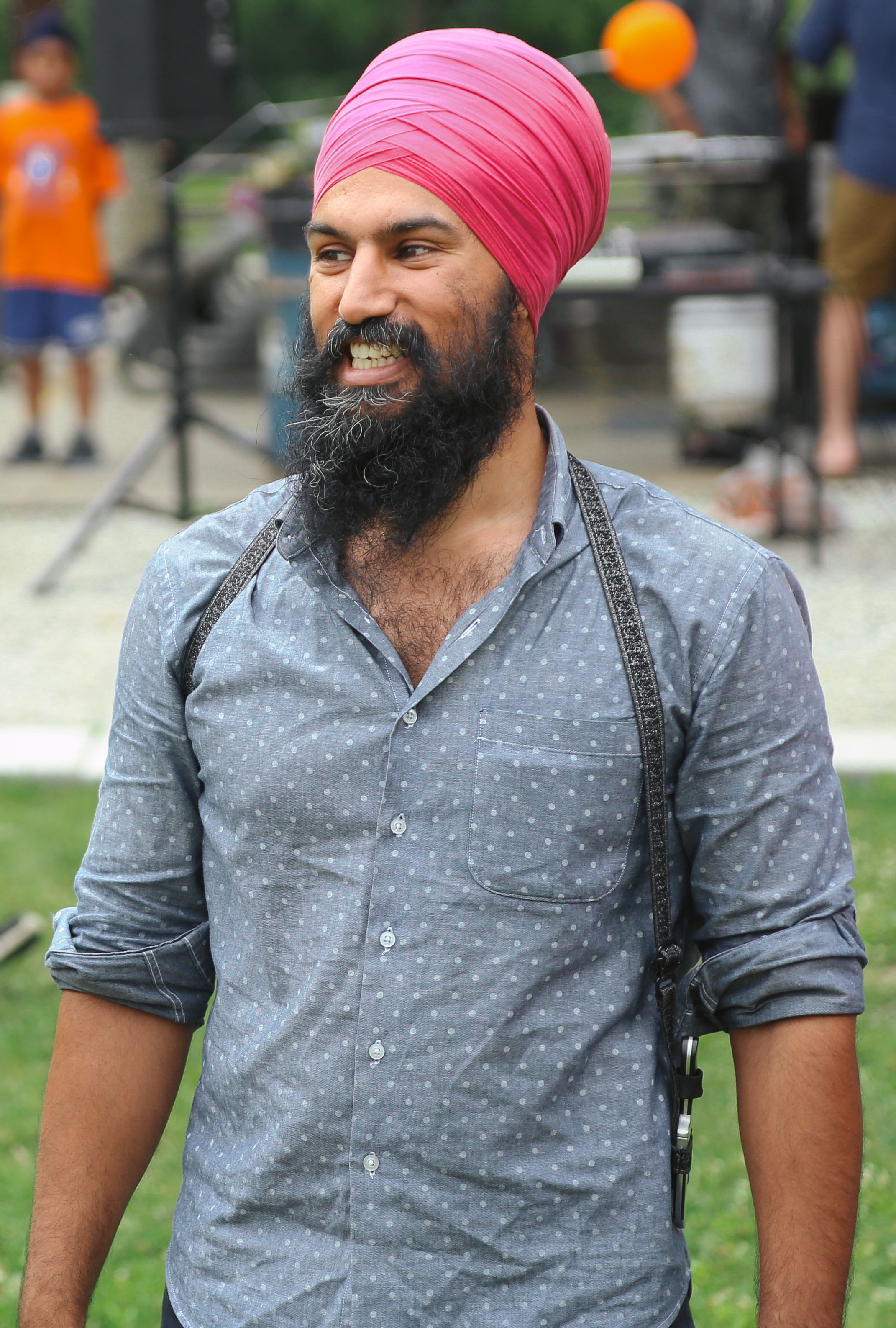
Singh em 2014.

Singh advogou e prestou consultoria “pro bono” a um grupo de ativistas políticos que protestaram contra a visita de Kammal Nath, Ministério do Comércio e Indústria (Índia) ao Canadá. Kammal perseguiu Sikhs e alega-se que tenha liderado um grupo armado durante o pogrom de Nova Delí em 1984. Os protestos foram frustrados e Jagmeet foi encorajado pelo grupo para concorrer de forma a representar as demandas desse grupo.

### Atuação em Ontario
Singh concorreu na eleição geral de 2011 como candidato pelo Novo Partido Democrático no distrito de Bramalea-Gove-Malton e foi derrotado por Kuldip Kular do Partido Liberal de Ontario (Canadá) por 2,277 votos.
Em dezembro de 2013 Jagmeet Singh introduziu um projeto de lei que foi aprovado estabelecendo que abril seria o Mês da Memória Sikh na província de Ontario.

### Política provincial fora de Ontario
Singh apoiou a campanha de Wab Kinew a liderança do Novo Partido Democrático de Manitoba na eleição de liderança do partido.

### Política federal
Depois que Tom Mulcair perdeu a liderança na convenção do Novo Partido Democrático (NDP) em 2016, Singh foi considerado um potencial candidato a liderança do partido angariando o apoio de 11% dos membros do NDP em enquete de abril de 2016, posicionando-se empatado em segundo lugar na disputa.
Singh foi eleito líder federal do Novo Partido Democrático no dia primeiro de outubro de 2017.

## Posicionamento político

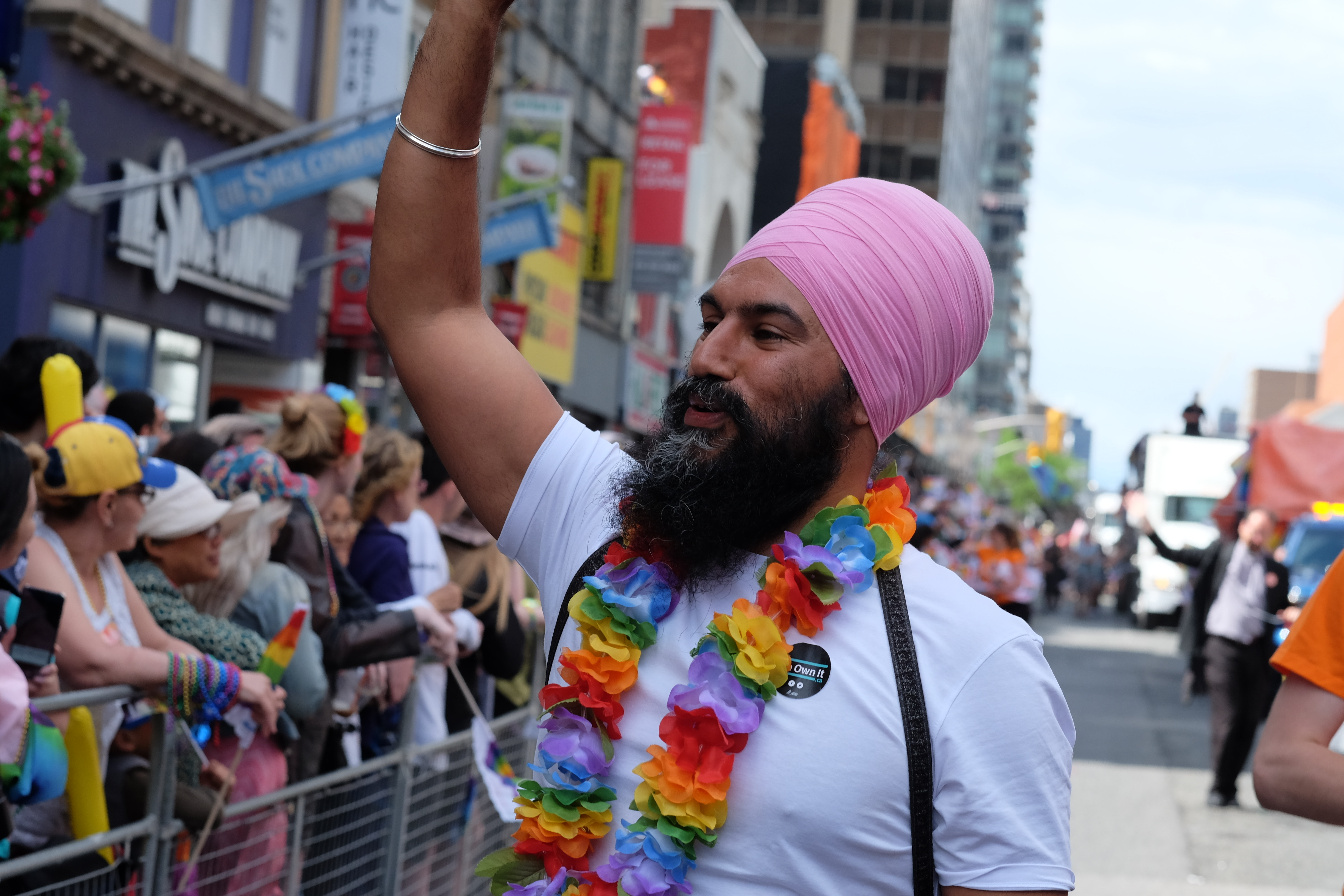
Singh, em 2017, na Parada Gay de Toronto.

Singh se autointitula um progressista e um social democrata.

### Economia
Singh apoia sistemas de taxação progressiva, a eliminação de deduções de imposto de renda para individuos de alta renda e a reversão do valor arrecado para aposentados de baixa renda, trabalhadores e pessoas com deficiência. Apoia também a elevação do salário mínimo para 15 dólares canadense a hora.

### Direitos LGBT
Singh apoia ações afirmativas para contratação de pessoas LGBT e serviços de moradia temporária para jovens LGBT. Ele apoia estudos para conhecer as experiências e necessidades médicas de pacientes LGBT e apoia mudanças que permitem pessoas autodeclararem sua identidade de gênero. Singh também defende a revogação imediata da proibição de doação de sangue, tecido e órgãos por homens que fazem sexo com homens e mulheres trans que fazem sexo com homens.

### Ecologia
Singh defende redução das emissões de carbono do Canadá para 30% dos níveis de 2005 até 2025. Argumenta que a meta seria atingida através de uma transição para eliminação do uso de carvão pelas províncias até 2030.